# DN24
De DN24 (Drum Național 24 of Nationale weg 24) is een weg in Roemenië. Hij loopt van Tișița via Tecuci, Bârlad, Vaslui, Iași en Sculeni naar Moldavië. De weg is 218 kilometer lang.

## Europese wegen
De volgende Europese wegen lopen met de DN24 mee:
- Tișița - Crasna
- Iași - Moldavië
- Iași - Moldavië